# بيلاروسيا في الألعاب الأولمبية الصيفية 2012
من المقرر ان تدخل روسيا البيضاء للمنافسة في دورة ألعاب أولمبية صيفية 2012، لندن المملكة المتحدة، في الفترة من 27 يوليو - 12 أغسطس 2012. وستشارك ب 143رياضي في 20 رياضة